# Благовещенский, Виктор Васильевич
Ви́ктор Васи́льевич Благове́щенский (1917—2002) — советский и российский ботаник, крупнейший средневолжский флорист и геоботаник, доктор биологических наук, профессор, почетный член Русского ботанического общества и города Ульяновска, основатель Ульяновской научной ботанической школы.

## Биография
Поступив в 1933 году на биологический факультет Пермского государственного университета, Виктор Васильевич оказался под наставничеством Алексея Александровича Генкеля — известного геоботаника и болотоведа, который пригласил его на третьем курсе университета в экспедицию в Зайсанскую котловину — межгорную впадину, расположенную на востоке Казахстана между южными предгорьями Алтая, Тарбагатаем и Сауром. В 1938 году в Ученых записках Пермского университета совместно с A. А. Генкелем у Благовещенского выходит первая научная статья «К экологическому изучению фитоценозов Зайсанской полупустыни». Позднее А. А. Генгель отправляет Благовещенского проводить самостоятельные исследования в Красноярском крае. Пермский период жизни Благовещенского завершился не только получением диплома Пермского университета с отличием, но и обширных теоретических знаний, а также бесценного практического опыта организации полевых геоботанических работ.
По окончании Пермского университета Благовещенский поступил в аспирантуру Московского государственного университета. Его научным руководителем стал профессор Василий Васильевич Алёхин — основатель Московской геоботанической школы. Защита кандидатской диссертации Благовещенского «Растительные отношения на Клинско-Дмитровской гряде» состоялась в 24 июня 1941 года, а уже с 10 июля 1941 года и по день окончания Великой Отечественной войны лейтенант-танкист 127-го танкового полка 4-й танковой армии Благовещенский защищал Родину.
Он участвовал в боевых операциях на Калининском, Брянском и Первом Украинском фронтах. Дважды получал ранение — в 1942 и 1944 годах, но после сложных операций возвращался в строй. Ратные подвиги Благовещенского отразились в государственных наградах — ордене Красной Звезды и медалях «За отвагу», «За взятие Берлина», «За освобождение Праги», «За победу над Германией». Победу Благовещенский встретил в Берлине. Уже в мирное время он награждён Орденом Дружбы Народов, медалью «За доблестный труд» и ему присвоено почётное звание «Заслуженный работник высшей школы РСФСР».
После демобилизации и возвращения с фронта в сентябре 1945 года Благовещенский получил в Министерстве просвещения РСФСР направление на работу в Ульяновский государственный педагогический институт (ныне педагогический университет), где в течение 20 лет заведовал кафедрой ботаники.
Научная деятельность Благовещенского целиком посвящена изучению растительного покрова центральной части Приволжской возвышенности и оформлена в виде диссертационного исследования на соискание ученой степени доктора биологических наук. Текст диссертации изложен на 865 страницах машинописного текста и содержит 616 процитированных работ, а также приложение в виде альбома из 165 фотографий. Защита работы предполагалась в Казанском университете в 1966 году, однако состоялась лишь в 1971 году в Пермском университете.
После защиты диссертации Благовещенский и сотрудники кафедры ботаники сосредоточились над созданием определителя растений Ульяновской области, который вышел в Ленинградском отделении издательства «Наука» в 1984 году. Это исследование легло в основу последующих обработок флоры региона — «Конспекта флоры высших сосудистых растений Ульяновской области», вышедшего в 1994 году и «Сосудистых растений Ульяновской области», опубликованной в 2014 году.
В 1984 году в качестве учебного пособия для студентов выходит книга «Ценные ботанические объекты Ульяновской области» переработанная в 1997 году в книгу «Особо охраняемые природные территории Ульяновской области». В 1984 году вышла монография «Редкие и исчезающие растения Ульяновской области» — одна из первых работ, посвященных редким растениям Среднего Поволжья.
Благовещенский Виктор Васильевич умер 12 января 2002 г. Похоронен на Северном кладбище г. Ульяновска.

## Вклад в науку
Анализируя историю развития географических условий, Благовещенский восстанавливает основные черты флорогенеза и ценогенеза на территории центральной части Приволжской возвышенности, считая её одним из рефугиумов флоры во время ледниковых эпох.
Благовещенским выделены и подробно охарактеризованы следующие группы сосновых лесов: 1) сосновые леса верхнего плато Приволжской возвышенности; 2) сосновые леса среднего плато; 3) сосновые леса древних ложбин стока; 4) сосновые леса Жигулей. В современных сосновых лесах Благовещенский выделяет 11 основных групп ассоциаций, причем только для Жигулей указаны сосняки горно-меловые и толокнянковые.
Впервые на Приволжской возвышенности Благовещенским установлена особая ассоциация — сосняк грушанковый, входящая в состав группы ассоциаций сосновых лесов зеленомошников. Среди сосновых лесов зеленомошников грушанковые сосняки занимают на территории Приволжской возвышенности второе место по занимаемой площади после сосновых лесов брусничников. Особенно широко они распространены на Южноульяновском водоразделе, а также на водоразделах Свияжско-Барышского и Свияжско-Сызранского междуречий. Основная особенность этой ассоциации — чрезвычайное обилие и видовое разнообразие различных представителей Pyrolaceae в нижнем ярусе соснового леса. Грушанковые сосняки включают несколько субассоциаций: 1) ортилиевая — самая распространенная; 2) круглолистногрушанковая, приуроченная к небольшим плоским понижениям на выровненных водоразделах, где к поверхности близко подходят грунтовые воды; для таких сосняков характерно присутствие различных гигрофитных растений-индикаторов грунтовых вод: Potentilla erecta, Lysimachia vulgaris, Deschampsia caespitosa; 3) зимолюбковая; 4) голый грушанковый сосняк, в котором полностью отсутствует моховой покров и почва покрыта подстилкой из опавшей хвои — эта субассоциация является вторичным типом леса, возникшим в результате нарушенности (рубка леса, лесные пожары, даже низовые) на месте сосняков зеленомошников.
Особое внимание при оценке водоохранного значения лесов Благовещенский уделял растениям-индикаторам во время маршрутных исследований боров брусничных, бруснично-черничных, грушанковых, сосново-дубовых лесов и их производных. К таким растениям отнесены влаголюбивые виды Potentilla erecta и Succisa pratensis, которым посвящена одна из ранних публикаций Благовещенского (1951). Присутствие или отсутствие этих видов-индикаторов в травяном ярусе в разных типах лесов указывает на водоохранные качества леса. Так, к лесам, утратившим водоохранные качества относятся производные от брусничных лесов — травяные боры и так называемые голые сосняки, что связано с почти полным исчезновением мохового покрова и появлением более разреженного древостоя. На сильную нарушенность этих лесов указывает также присутствие значительного числа степных растений.
Огромный фактический материал, собранный Благовещенским из различных мест центральной части Приволжской возвышенности, является основой для проведения мониторинговых наблюдений за растительным покровом этой части Среднего Поволжья.
Большая часть геоботанических описаний сделана на территории Ульяновской области — 138 пробных площадок в лесных сообществах из 62 пунктов и 51 описание пробных площадок в степных сообществах из 36 пунктов. Меньшая часть описаний сделана на территории Самарской и Пензенской областей.
Геоботанические изыскания сопровождались изучением утилитарных групп ресурсных растений (медоносных, кормовых, красильных, пищевых и др.), а также редких и исчезающих видов растений. В работах Благовещенского приводятся сведения о 329 раритетных видах, из которых 203 вошло в Красную книгу Ульяновской области. Среди них 37 реликтовых и 26 эндемичных, а также более 100 видов, находящихся на границах распространения, в том числе Fraxinus excelsior.
Собранный Благовещенским материал. послужил основой создания Гербария Ульяновского государственного педагогического университета, получившего в 2004 году акроним UPSU и с 2009 года носящего имя В. В. Благовещенского.
О тщательности и глубине исследований растительного покрова центральной части Приволжской возвышенности Благовещенским свидетельствует внушительный список опубликованных им работ — около 150 статей и 7 монографий, а также опубликованный перечень маршрутов его многолетних экспедиций.
Данью памяти Благовещенскому стало посмертное издание его фундаментальной работы «Растительность Приволжской возвышенности в связи с её историей и рациональным использованием» (2005). В 2007 г. Институтом экологии Волжского бассейна РАН организована экспедиция-конференция, посвященная памяти Благовещенского. В том же году Ульяновский государственный педагогический университет провел научную конференцию «Современные проблемы ботаники», посвященную памяти В. В. Благовещенского.

## Примечание
1. ↑  Мемориал - Благовещенский Виктор Васильевич : Международная система поминовения усопших. skorbim.com. Дата обращения: 9 января 2025.